# Brezje pri Dobrovi
Brezje pri Dobrovi – wieś w Słowenii, w gminie Dobrova-Polhov Gradec. W 2018 roku liczyła 452 mieszkańców.